# Ivan Mažuranić
Ivan Mažuranić (n. 11 august 1814 - d. 4 august 1890) a fost un scriitor, lingvist, jurist și politician croat.
Poemul epic Smrt Smail-age Čengića ("Moartea agăi Smail Čengić", 1846) reprezintă o sinteză a spontaneității folclorice și a exigențelor poetice ale clasicismului și evocă, în versuri lapidare și concise, un moment al luptei anti-otomane.
Fratele său, Matija Mažuranić, a fost de asemenea scriitor, cunoscut pentru cartea sa de călătorie Pogled u Bosnu (1842).